# Precisie (bridge)
Precisie is een sterke klaver biedsysteem in het kaartspel bridge, uitgevonden door C.C. Wei. In de jaren 70 werd het systeem met succes gebruikt door het Taiwanese team. Dit succes zorgde voor een hausse aan experimenten met sterke-klaver systemen.
De basis van Precisie is het bod van 1♣, dat gedaan wordt met elke hand vanaf 16 HCP, ongeacht de verdeling. Een opening van 1 in een hoge kleur wordt gedaan met een vijfkaart en 11-15 HCP. Een opening van 1SA belooft een gebalanceerde hand (geen vijfkaart hoog) en 13-15 HCP. Omdat alle openingen behalve 1♣ beperkt zijn in puntenkracht weet de partner van openaar onmiddellijk de kansen op een deelscore, manche of slem.
Na het succes van Taiwanese teams in 1969 en 1970 (tweemaal de finale van de Bermuda Bowl bereikt) met dit biedsysteem, stapte het Italiaanse Blue Team over op Precisie, en won daarmee de Olympiade in 1972. Dit gebeurde nadat C.C.Wei het Italiaanse team begon te sponsoren, nadat deze overeenkomst was afgelopen, schakelden de Italianen weer terug naar hun Blauwe Klaveren systeem. Benito Garozzo bracht een aantal wijzigingen aan in het systeem en noemde het vervolgens "Super-Precisie".
In Europa wordt Precisie minder gespeeld dan de biedsystemen Acol en Standard American. Precisie wordt gezien als efficiënter (en preciezer, vandaar de naam) dan Acol. Door het kunstmatige bod van 1♣ en de kunstmatige antwoorden daarop (hoewel de antwoorden ook 'natuurlijk' gespeeld kunnen worden) kreeg het systeem de reputatie van moeilijk en alleen bestemd voor gevorderde spelers. Veel 'natuurlijke' systemen bevatten echter kunstmatige toevoegingen om het probleem van de grote variatie in het openingsbod (11-19 punten) op te lossen.
Vandaag de dag is het bekendste bridgepaar dat Precisie speelt meervoudig wereldkampioenen Jeff Meckstroth en Eric Rodwell.

## Openingsbiedingen
- 1♣: conventioneel, 16+ met iedere verdeling. Antwoorden:
  - 1♦: 0-7 punten of iedere 4441 verdeling
  - 1♥, ♠, 2♣ 2♦: 8+, 5-kaart (of langer) in de genoemde kleur
  - 1SA: 8-10, gebalanceerde hand
  - 2♥, 2♠: 4-7 punten met een zeskaart
  - 2SA: 11-13 or 16+, gebalanceerde verdeling
  - 3♣, 3♦, 3♥, 3♠: 4-7, 7-kaart
  - 3SA: 14-15, gebalanceerde verdeling

- 1♦: 11-15, met een doubleton

- 1♥, 1♠: 11-15 en een 5-kaart of langer

- 1SA: 12-15, gebalanceerde verdeling

- 2♣: 11-15, 6-kaart of een 5-kaart met een 4-kaart in een hoge kleur

- 2♦: 11-15 met een driekleurenspel met singleton of renonce in de vierde kleur

- 2♥, 2♠: "zwakke twee", 7-10 punten met een goede zeskaart

- 2SA: 22-23, gebalanceerde verdeling

- 3♣, 3♦, 3♥, 3♠: preëmptieve biedingen

- 3SA: Gambling: een dichte zevenkaart vanaf het aas, zonder slagen in andere kleuren.

## Precisie vandaag de dag
Sinds de uitvinding in 1964 zijn er een aantal varianten ontwikkeld. Tegenwoordig wordt 3SA als 'Gambling' gespeeld (waar het vroeger 24-27 HCP aangaf) en 1♣ - 1♦ is niet langer een 4441 (onmogelijke afwijzing). Daarnaast worden veel relay-gebaseerde systemen gebruikt met een Precisie-basis en met een sterke klaver opening.